# Andrea Agostinelli
Andrea Agostinelli (Ancona, Italia, 20 de abril de 1957) es un exfutbolista, entrenador, dirigente y comentarista deportivo italiano. Actualmente dirige al Benevento.

## Clubes

### Como futbolista
| Club               | País   | Año       |
| ------------------ | ------ | --------- |
| Lazio              | Italia | 1975-1979 |
| Napoli (cedido)    | Italia | 1979-1980 |
| Pistoiese (cedido) | Italia | 1980-1981 |
| Modena             | Italia | 1981-1982 |
| Atalanta           | Italia | 1982-1985 |
| Avellino           | Italia | 1985-1986 |
| Lecce (cedido)     | Italia | 1986-1987 |
| Avellino           | Italia | 1987      |
| Genoa (cedido)     | Italia | 1987-1988 |
| Mantova            | Italia | 1988-1990 |
| Lodigiani          | Italia | 1990-1992 |

### Como entrenador
| Club               | País                            | Año           |
| ------------------ | ------------------------------- | ------------- |
| Latina             | Italia                          | 1994-1995     |
| Astrea             | Italia                          | 1995-1997     |
| Mantova            | Italia                          | 1997-1998     |
| Pistoiese          | Italia                          | 1998-2000     |
| Ternana            | Italia                          | 2000-2001     |
| Piacenza           | Italia                          | 2002-2003     |
| Napoli             | Italia                          | 2003          |
| Crotone            | Italia                          | 2004-2005     |
| Triestina          | Italia                          | 2006-2007     |
| Salernitana        | Italia                          | 2007-2008     |
| Portogruaro        | Italia                          | 2010-2011     |
| Varese             | Italia                          | 2013          |
| Partizán de Tirana | Albania                         | 2015-2016     |
| Skënderbeu Korçë   | Albania                         | 2016-2017     |
| Motema Pembe       | República Democrática del Congo | 2018-2019     |
| Benevento          | Italia                          | 2023-presente |

## Palmarés

### Como futbolista

#### Campeonatos nacionales
| Título     | Club      | País   | Año     |
| ---------- | --------- | ------ | ------- |
| Serie B    | Atalanta  | Italia | 1983-84 |
| Serie C2/C | Lodigiani | Italia | 1991-92 |

#### Copas internacionales
| Título              | Club   | País   | Año  |
| ------------------- | ------ | ------ | ---- |
| Copa anglo-italiana | Modena | Italia | 1982 |

### Como entrenador

#### Campeonatos nacionales
| Título                     | Club   | País   | Año     |
| -------------------------- | ------ | ------ | ------- |
| Serie D/F                  | Astrea | Italia | 1996-97 |
| Copa Italia de Aficionados | Astrea | Italia | 1996-97 |